# Краскино
Кра́скино — посёлок городского типа в Хасанском районе Приморского края, центр Краскинского городского поселения.

## Географическое положение
Краскино расположен на юге Хасанского района Приморского края, на северном берегу бухты Экспедиции залива Посьета. Северная часть посёлка расположена на склонах сопки Крестовой, высотой 145 м. В западной части посёлка протекает река Цукановка.
Расстояние до районного центра, посёлка Славянка по прямой составляет 52 км, по трассе — 67 км.

## История
Основано в 1867 году как урочище Новокиевское, в архивных документах иногда встречается написание пост Ново-Киевск. На карте Уссурийского края 1895 года обозначено как урочище Ново-Киевское. С 1900 года — село Новокиевское.
В 1869 году урочище Новокиевское было избрано в качестве резиденции пограничного комиссара Южно-Уссурийского края, должность которого была учреждена  «для заведования пограничными делами и сношения с китайскими властями по пресечению перехода через границу злонамеренных людей». Пограничное комиссарство просуществовало вплоть до падения Российской империи (фактически до 1922 г.) и внесло весомый вклад в обеспечение безопасности дальневосточных границ страны. В 1873—1897 гг. должность пограничного комиссара занимал видный дипломат, путешественник и писатель Н. Г. Матюнин. В 1880 году, в связи с осложнениями в российско-китайских отношениях (т. н. Кульджинский кризис), ставка пограничного комиссара была временно перенесена в с. Никольское, однако позже была вновь возвращена в Новокиевское.
В октябре 1880 г. Новокиевское стало местом квартирования 2-й Уссурийской конной казачьей сотни (с 6(19) января 1881 г. переименована в 2-ю Уссурийскую конную сотню) — второго регулярного кавалерийского соединения, сформированного для защиты рубежей Приморья.
6-7 (19-20) ноября 1886 г. Новокиевское посетил британский путешественник Фрэнсис Янгхазбенд, впоследствии прославившийся исследованиями Центральной Азии.
В середине 1880-х гг. в Новокиевском развернул свою деятельность Чхвэ Джэхён (в крещении Петр Цой, 1860—1920) — крупный предприниматель и неофициальный лидер российских корейцев. По его инициативе в Новокиевском было открыто первое корейское училище с 6-летним обучением.
B 1897 году Станислав Иванович Салинский назначен мировым судьёй 3-го Посьетского участка Владивостокского окружного суда в урочище Новокиевском. 13 февраля 1902 года родился его сын, польский писатель маринист Станислав Мария Салинский, автор книг о Приморье.
10 сентября 1898 г. из Новокиевска для участия в Северокорейской экспедиции стартовала партия Николая Гарина-Михайловского.
По окончании Русско-японской войны 1904—1905 гг. Новокиевское становится одним из центров антияпонского освободительного движения корейцев. Здесь поселяется Ли Бомъюн (в русских источниках — Ипанъюн, 1863-?) — бывший чиновник корейского двора и предводитель повстанцев Северной Кореи, оказывавших содействие русской армии в период боевых действий. Ли Бомъюн преподавал в училище Чхвэ Джэхёна и одновременно занимался формированием отрядов корейских партизан. Чхвэ Джэхён пожертвовал на эти цели 10 тыс. руб. и, кроме того, лично принимал участие в создании антияпонских вооруженных формирований. В 1907 году в Новокиевском обосновался Ан Чунгын — знаменитый корейский революционер-террорист. При содействии Чхвэ Джэхёна и Ли Бомъюна он подготовил в Новокиевском покушение на японского премьер-министра Ито Хиробуми, осуществленное на вокзале г. Харбина в 1909 г.
В октябре 1928 года центр Посьетского района был перенесён из села Славянка в Новокиевское.
10 мая 1936 г. село Новокиевское переименовано в Краскино в память о лейтенанте Красной Армии Михаиле Краскине, погибшем в пограничном конфликте в марте 1936 года.
16 июня 1940 года населённый пункт Краскино был отнесен к категории рабочих поселков, а с 2001 года и по настоящее время Краскино носит статус поселка городского типа.

## Население
| 1897  | 1899  | 1915  | 1923  | 1926  | 1939  | 1959  |
| ----- | ----- | ----- | ----- | ----- | ----- | ----- |
| 7054  | ↘6414 | ↘582  | ↗1770 | ↘1596 | ↗2729 | ↗6757 |
| 1970  | 1979  | 1989  | 2002  | 2005  | 2006  | 2009  |
| ↘5494 | ↘4667 | ↘4426 | ↘3451 | ↗3454 | ↗3796 | ↗3853 |
| 2010  | 2011  | 2012  | 2013  | 2014  | 2015  | 2016  |
| ↘3256 | ↘3247 | ↘3170 | ↘3090 | ↘3062 | ↘2983 | ↘2924 |
| 2017  | 2018  | 2019  | 2020  | 2021  | 2023  | 2024  |
| ↘2841 | ↘2760 | ↘2693 | ↘2677 | ↘2425 | ↘2363 | ↘2350 |

Население по переписи 2002 года составило 3451 человек, из которых 49,9 % мужчин и 50,1 % женщин.

## Климат
Климат Краскина сходен с климатом Посьета.
В Краскине муссонный климат с умеренно холодной зимой и душным продолжительным летом. Зимой преобладает ясная погода, ветер дует с материка и приносит с северо-запада холодные воздушные массы. В первой половине лета преобладает пасмурная погода, во второй половине — облачная и ясная. Летом дуют ветры восточных направлений.
| Показатель                                                        | Янв. | Фев. | Март | Апр. | Май | Июнь | Июль | Авг. | Сен. | Окт. | Нояб. | Дек. | Год |
| ----------------------------------------------------------------- | ---- | ---- | ---- | ---- | --- | ---- | ---- | ---- | ---- | ---- | ----- | ---- | --- |
| Средний суточный максимум, °C                                     | −6   | −2   | 4    | 11   | 16  | 19   | 23   | 25   | 22   | 15   | 5     | −3   | 11  |
| Средний суточный минимум, °C                                      | −14  | −12  | −6   | 2    | 7   | 12   | 17   | 18   | 12   | 4    | −4    | −11  | 2   |
| Источник: Sunmap. www.sunmap.eu. Дата обращения: 20 октября 2022. |      |      |      |      |     |      |      |      |      |      |       |      |     |

## Экономика
В Краскине расположена Хасанская таможня. Самым крупным предприятием посёлка является ООО «Беркут», занимающиеся пассажирскими и грузовыми автотранспортными перевозками. В сфере туризма работает ООО «Орион», которое содержит гостиницу и ресторан, кафе «Корона». Действуют отделения ООО «Хасанкоммунэнерго», ОАО «Дальэнерго», ОАО «Ростелеком», отделение федеральной почтовой связи, филиал Сбербанка.
В социальной сфере осуществляют свою деятельность детский сад на 110 мест, средняя общеобразовательная школа на 520 мест, больница на 15 коек, одна аптека, несколько частных магазинов.

## Транспорт
Через Краскино проходит федеральная трасса А189 Раздольное — Хасан, от которой отходит ответвление к границе с Китаем и город Хуньчунь. Имеются железнодорожные станции Махалино и Краскино на линии Барановский — Хасан — Туманган.
Имеется пассажирское автобусное сообщение со многими населёнными пунктами Хасанского района, а также с городами Владивосток и Уссурийск в России, Хуньчунь и Яньцзи в Китае. Железнодорожное пассажирское сообщение с Уссурийском и Хасаном.

## Достопримечательности

Памятник героям боёв у озера Хасан в 1938 году.

- Памятник «Героям Хасана» на сопке Крестовая.
- Здание почты, выполненное в архитектурном стиле 19 века.(самое старое здание поселка), также принадлежавшее торговому дому «Кунст и Альберс».
- Мемориальный комплекс из трёх могил и двух памятников, где похоронены комиссар Пожарский, лейтенант Краскин и участники Хуньчуньского боя 25 марта 1936 года.
- Мемориальный комплекс братских могил 658 воинов 25 армии 1-го Дальневосточного фронта, погибших за период с 9 августа по 3 сентября 1945 года.
- Братская могила 349 воинов погибших при штурме японских укрепрайонов 1945 года.
- Магазин торгового дома «Кунст и Альберс» в центре посёлка, 1884 года постройки.
- Клятвенное место Корейского патриота Ан Чунгына и 11-ти его соратников, 1909 года (установленный в 2001), на западной окраине посёлка[35].

## Известные уроженцы
Салинский, Станислав Мария (1902 - 1969), известный польский писатель, журналист, переводчик литературных произведений с русского на польский, в частности, книги Владимира Арсеньева "Встречи в тайге".
- Владимир Квачков (р. 5 августа, 1948 г.) — советский, узбекистанский и российский военный и общественный деятель. Полковник Главного разведывательного управления Генерального штаба ВС России в отставке. Кандидат военных наук.
- Кигай, Ингрид Николаевич (1931—2023) — советский и российский геолог, минералог и петрограф, сотрудник ИГЕМ РАН.